# Mika Zibanejad
Mika Zibanejad (* 18. dubna 1993) je profesionální švédský hokejista, momentálně hrající za tým New York Rangers v severoamerické lize NHL.

## Hráčská kariéra
Zibanejad začínal v dětském věku s fotbalem, ale později se rozhodl pro hokej. S hokejem začal v šesti letech v Hammarby IF, kde odehrál celkem sedm sezón, než klub v roce 2008 zkrachoval.

## Osobní život
Zibanejad vyrůstal v Huddinge ve Švédsku. Jeho otec Mehrdad pochází z Íránu a matka Ritva pochází z Paltama ve Finsku. Mehrdad, jenž přilnul ke křesťanství, opustil Írán v roce 1983 po dvou letech povinné vojenské služby v íránsko-irácké válce kvůli náboženské perzekuci. Mikův nevlastní bratr z matčiny strany, Monir Kalgoum, je také hokejista, který hrál profesionálně za týmy v několika nižších evropských ligách, zejména za Huddinge IK a AIK IF ve švédském HockeyAllsvenskan a Milton Keynes Lightning ve Spojeném království.
Zibanejad mluví plynně anglicky, persky, finsky a švédsky.
V roce 2021 se oženil se svojí dlouholetou přítelkyní, fotbalistkou Irmou Hellin.
Ve volném čase se Mika věnuje rovněž DJingu a produkci hudby.

## Ocenění a úspěchy
- 2011 SHL – Nejproduktivnější junior
- 2012 MSJ – Vítězný gól

## Prvenství
- Debut v NHL – 7. října 2011 (Detroit Red Wings proti Ottawa Senators)
- První asistence v NHL – 7. října 2011 (Detroit Red Wings proti Ottawa Senators)
- První gól v NHL – 30. ledna 2013 (Ottawa Senators proti Montreal Canadiens, slovenskému brankáři Peteru Budajovi)
- První hattrick v NHL – 27. února 2016 (Calgary Flames proti Ottawa Senators)

## Klubové statistiky
| Sezóna      | Klub                | Soutěž      |     | Základní část | Základní část | Základní část | Základní část | Základní část |    | Play off | Play off | Play off | Play off | Play off |
| Sezóna      | Klub                | Soutěž      | Z   | G             | A             | B             | TM            | Z             | G  | A        | B        | TM       |          |          |
| 2010–11     | Djurgårdens IF      | SHL         | 26  | 5             | 4             | 9             | 2             | 7             | 1  | 1        | 2        | 2        |          |          |
| 2011–12     | Djurgårdens IF      | SHL         | 26  | 5             | 8             | 13            | 4             | —             | —  | —        | —        | —        |          |          |
| 2011–12     | Ottawa Senators     | NHL         | 9   | 0             | 1             | 1             | 2             | —             | —  | —        | —        | —        |          |          |
| 2012–13     | Binghamton Senators | AHL         | 23  | 4             | 7             | 11            | 10            | —             | —  | —        | —        | —        |          |          |
| 2012–13     | Ottawa Senators     | NHL         | 42  | 7             | 13            | 20            | 6             | 10            | 1  | 3        | 4        | 0        |          |          |
| 2013–14     | Binghamton Senators | AHL         | 6   | 2             | 5             | 7             | 2             | —             | —  | —        | —        | —        |          |          |
| 2013–14     | Ottawa Senators     | NHL         | 69  | 16            | 17            | 33            | 18            | —             | —  | —        | —        | —        |          |          |
| 2014–15     | Ottawa Senators     | NHL         | 80  | 20            | 26            | 46            | 20            | 6             | 1  | 3        | 4        | 0        |          |          |
| 2015–16     | Ottawa Senators     | NHL         | 81  | 21            | 30            | 51            | 18            | —             | —  | —        | —        | —        |          |          |
| 2016–17     | New York Rangers    | NHL         | 56  | 14            | 23            | 37            | 16            | 12            | 2  | 7        | 9        | 0        |          |          |
| 2017–18     | New York Rangers    | NHL         | 72  | 27            | 20            | 47            | 14            | —             | —  | —        | —        | —        |          |          |
| 2018–19     | New York Rangers    | NHL         | 82  | 30            | 44            | 74            | 47            | —             | —  | —        | —        | —        |          |          |
| 2019–20     | New York Rangers    | NHL         | 57  | 41            | 34            | 75            | 14            | 3             | 1  | 1        | 2        | 0        |          |          |
| 2020–21     | New York Rangers    | NHL         | 56  | 24            | 26            | 50            | 18            | —             | —  | —        | —        | —        |          |          |
| 2021–22     | New York Rangers    | NHL         | 81  | 29            | 52            | 81            | 12            | 20            | 10 | 14       | 24       | 4        |          |          |
| 2022–23     | New York Rangers    | NHL         | 82  | 39            | 52            | 91            | 20            | 7             | 1  | 3        | 4        | 6        |          |          |
| 2023–24     | New York Rangers    | NHL         | 81  | 26            | 46            | 72            | 30            | 16            | 3  | 13       | 16       | 2        |          |          |
| NHL celkově | NHL celkově         | NHL celkově | 848 | 294           | 384           | 678           | 235           | 74            | 19 | 44       | 63       | 12       |          |          |

## Reprezentace
| Rok                       | Tým                       | Soutěž                    | Z  | G | A | B  | TM |  |
| ------------------------- | ------------------------- | ------------------------- | -- | - | - | -- | -- |  |
| 2011                      | Švédsko 18                | MS18                      | 6  | 4 | 4 | 8  | 2  |  |
| 2012                      | Švédsko 20                | MSJ                       | 6  | 4 | 1 | 5  | 2  |  |
| 2018                      | Švédsko                   | MS                        | 10 | 6 | 5 | 11 | 0  |  |
| Juniorská kariéra celkově | Juniorská kariéra celkově | Juniorská kariéra celkově | 12 | 8 | 5 | 13 | 4  |  |
| Seniorská kariéra celkově | Seniorská kariéra celkově | Seniorská kariéra celkově | 10 | 6 | 5 | 11 | 0  |  |